# Condado de Ostrzeszów
Condado de Ostrzeszów (polaco: powiat ostrzeszowski) é um powiat (condado) da Polónia, na voivodia de Grande Polónia. A sede do condado é a cidade de Ostrzeszów. Estende-se por uma área de 772,37 km², com 54 374 habitantes, segundo os censos de 2005, com uma densidade 70,4 hab/km².

## Divisões admistrativas
O condado possui:
Comunas urbana-rurais: Grabów nad Prosną, Mikstat, Ostrzeszów
Comunas rurais: Czajków, Doruchów, Kobyla Góra, Kraszewice
Cidades: Grabów nad Prosną, Mikstat, Ostrzeszów

## Demografia
População (dados de 30 de Junho de 2005):
|          | Total   | Total | Mulheres | Mulheres | Homens  | Homens |
| -------- | ------- | ----- | -------- | -------- | ------- | ------ |
|          | pessoas | %     | pessoas  | %        | pessoas | %      |
| Total    | 54 374  | 100   | 27 543   | 50,7     | 26 831  | 49,3   |
| Cidades  | 18 321  | 100   | 9585     | 52,3     | 8736    | 47,7   |
| Povoados | 36 053  | 100   | 17 958   | 49,8     | 18 095  | 50,2   |